# Dopage mécanique
Pour les articles homonymes, voir Dopage (homonymie).
Le « dopage mécanique », ou fraude technologique, consiste à utiliser des méthodes illégales d'augmentation de la performance d'engins mécaniques dans le cyclisme. Une technique utilisant un petit moteur électrique dissimulé dans le cadre d'un vélo est susceptible d'avoir été utilisée en 2010 lors de courses internationales. L'enquête n'a pas permis de prouver l'utilisation d'un tel procédé. Un premier cas de fraude technologique est décelé sur un vélo de la Belge Femke Van den Driessche lors des mondiaux de cyclo-cross 2016. D'autres cas sont révélés par la suite dans le monde amateur.

## Historique
Au cours du mois de mai 2010, une rumeur se répand selon laquelle sur certaines courses cyclistes professionnelles, des moteurs auxiliaires sont utilisés pour aider le coureur à pédaler. Avec l'aide d'un moteur miniature, un coureur peut garder des forces précieuses pour les deux ou trois dernières heures d'une course et ainsi arriver plus frais pour jouer la victoire.
Dans une vidéo, l'ancien coureur italien Davide Cassani participe à un reportage montrant la faisabilité et l'existence de vélos de course motorisés. Il essaye le vélo motorisé et affirme que le constructeur lui a certifié que quelques coureurs professionnels ont déjà utilisé ce matériel qui permet de rouler à 50 km/h sans se fatiguer. Cassani accuse le cycliste suisse Fabian Cancellara — vainqueur du Tour des Flandres et Paris-Roubaix quelques semaines plus tôt — d'avoir utilisé ce stratagème. Dans la vidéo, Cassani indique que la batterie est cachée dans le cadre. Cependant, face à l'Union cycliste internationale (UCI), Cassani admet par la suite que la batterie doit plutôt avoir été logée dans un bidon en raison de sa taille.
Fabian Cancellara déclare à ce sujet : « Je suis un coureur professionnel, je fais de mon mieux tous les jours. Je sais ce que j'ai gagné, je sais comment j'ai gagné. Les dix dernières années suffisent à démontrer que je n'ai pas besoin d'un moteur sur le vélo. Le moteur, je l'ai dans mon corps. C'est encore mieux. » Finalement, rien ne sera prouvé et le président de l'UCI, Patrick McQuaid, dénoncera une « histoire [qui] […] n'a jamais existé ».
L'UCI a déclaré en mai 2010 qu'elle n'a aucune preuve de « dopage mécanique ». Cependant, après une nouvelle expertise, elle a concédé la possibilité d'une telle manipulation des vélos de course et décidé de mettre en place dès le Tour de France 2010 des scanners afin de détecter les moteurs cachés. Début juillet, l'UCI déclare vérifier à l'issue de chaque étape un certain nombre de coureurs. Le nombre d'inspections est déterminé par la nature de l'étape et les caractéristiques du parcours. Il peut y avoir entre cinq et quinze vélos vérifiés. En cas de fraude détectée, le vélo sera confisqué et le coureur concerné exclu de la course. Les résultats de ces contrôles n'ont officiellement rien donné à la fin du Tour. Aux championnats du monde de cyclo-cross 2014, les vélos des trois premiers coureurs ont été vérifiés.
Lors du Tour d'Espagne 2014, Ryder Hesjedal est suspecté d'avoir un vélo électrique après la diffusion sur les réseaux sociaux d'un extrait vidéo de la 7e étape. Après que le Canadien ait été victime d'une chute, la roue arrière de son vélo semble continuer de tourner. À la suite de la polémique, le manager de son équipe, Jonathan Vaughters, ironise sur son compte Twitter : « Avis de recherche : mécanicien avec spécialiste des moteurs électriques et/ou un diplôme en propulsion jet. Job hautement confidentiel. Doit parler couramment canadien ». Guillaume Robert du site matosvelo.fr publie un article sur la polémique et estime qu'il ne s'agit probablement pas d'un cas de fraude technologique car le Canadien chute à grande vitesse en descente et évoque l'impossibilité d'intégrer « un moteur puissant […] dans un moyeu de roue aussi petit ». Il ajoute que la suspicion vient surtout du fait que la fameuse vidéo est au ralenti, l'impression n'auraient pas été la même en vitesse réelle.
En janvier 2015, l'UCI ajoute à son règlement des nouvelles sanctions pour les cyclistes et équipes convaincus de fraude technologique. La sanction est la disqualification du coureur de la course, une suspension d'au moins six mois et une amende de 20 000 à 200 000 CHF. Pour les équipes, les mêmes peines sont applicables sauf le montant de l'amende qui peut varier de 100 000 à 1 million CHF,.

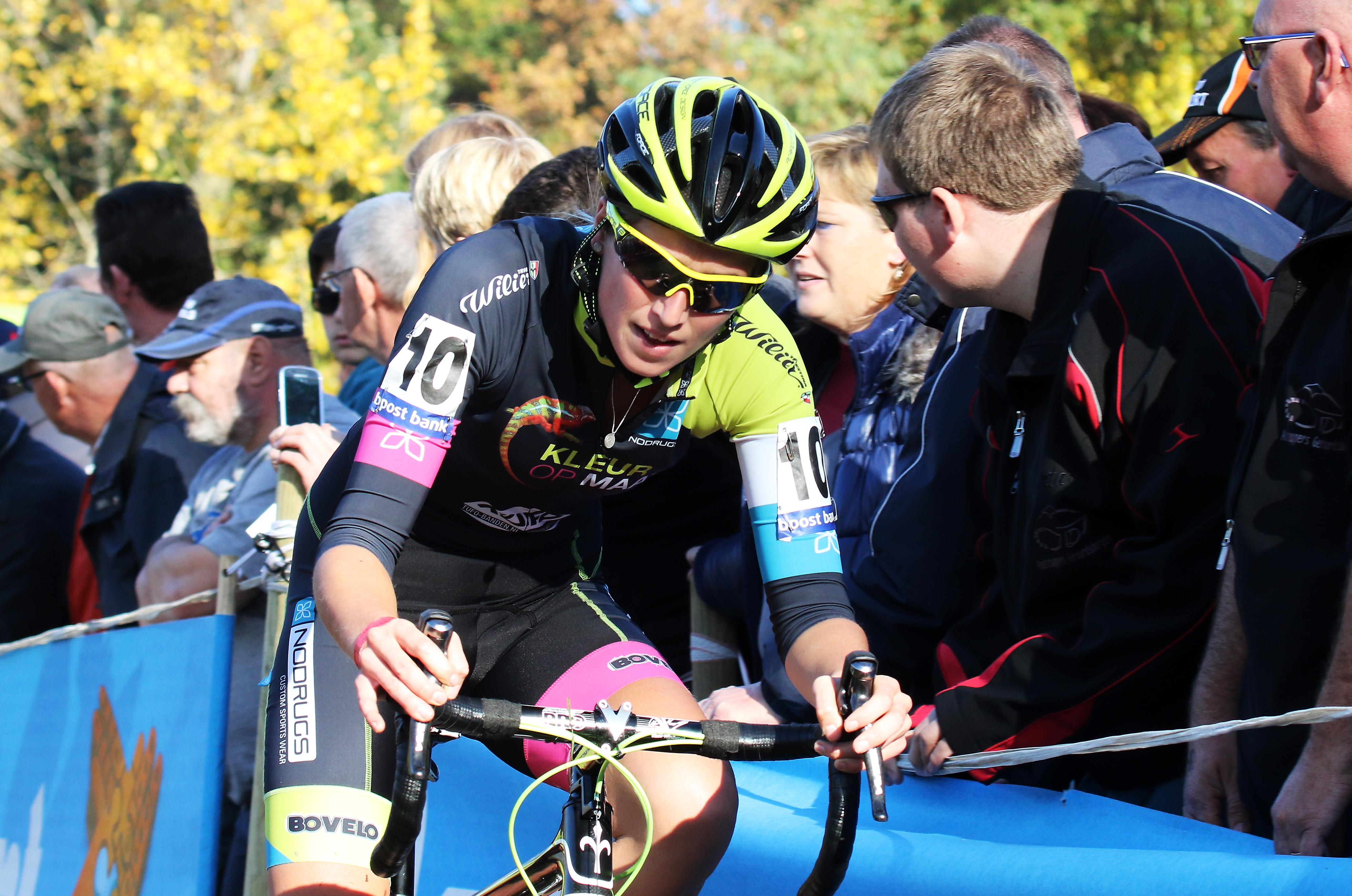
Van den Driessche est la première cycliste à être convaincue de fraude technologique.

Le premier cas réel apparaît après l'épreuve féminine des moins de 23 ans des championnats du monde de cyclo-cross 2016. L'UCI déclare avoir conservé pour de plus amples examens un vélo d'une concurrente, dans le cadre de son règlement sur la fraude technologique. En effet, le vélo de la Belge Femke Van den Driessche, qui a abandonné la course sur incident mécanique, est conservé pour enquête. Van den Driessche déclare avoir pris le départ de la course, par erreur, avec le vélo motorisé, qui appartenait en fait à un de ses amis. L'Union cycliste internationale souhaite que la cycliste belge soit suspendue à vie pour marquer un signe fort dans la lutte contre la fraude technologique. Le 14 mars 2016, Van den Driessche annonce qu'elle décide d'arrêter le vélo et renonce à se défendre devant l'UCI contre les accusations de dopage mécanique dont elle fait l'objet. Elle est finalement suspendue six ans.
Début février 2016, le président de l'UCI, Brian Cookson, annonce vouloir agir avec force contre le dopage motorisé. Il déclare : « Nous mettons au point de nouvelles méthodes de détection qui nous évitent de prendre les vélos un par un pour les vérifier. Ainsi, on peut contrôler plus de vélos avant les courses. » Quelques jours plus tard, environ 90 vélos sont contrôlés avant le début de la deuxième étape de La Méditerranéenne, mais sans résultat.
En avril 2016, deux journalistes — le Français Thierry Vildary (Stade 2) et l'Italien Marco Bonarrigo du Corriere della Sera — diffusent un reportage durant lequel ils ont utilisé des caméras thermiques lors des Strade Bianche et d'une cyclosportive. Ils ont détecté des sources de chaleur dans le cadre de certains vélos et dans certaines roues, qui pourraient démontrer la présence de moteurs. À la suite de ce reportage, l'Association internationale des coureurs (CPA) demande des sanctions exemplaires, telles que la suspension à vie, tandis que le Mouvement pour un cyclisme crédible demande à l'UCI d'ouvrir une enquête interne.
Avant le début du Tour d'Italie 2016, l'UCI a annoncé faire entre 10 000 et 12 000 tests d'ici la fin de l'année à la recherche de mini-moteurs cachés. La méthode de l'UCI, qui consiste à utiliser une tablette par résonance magnétique, est critiquée et considérée comme inefficace. Selon le président Brian Cookson, près d'un million d'euros ont été investis pour le développement de la méthode de la tablette,,. Lors des championnats du monde masters disputés en août 2016 (plus de 60 ans), le Français Robert Massot est disqualifié pour manipulation technique. Son déclassement mentionne l'article du règlement UCI qui concerne les assistances artificielles au pédalage.
Lors du Tour de France 2017, 4 000 tests sont effectués avec des tablettes spéciales, sans résultats. Selon une recherche menée conjointement par les chaînes de télévision ARD et France 2 et le journal italien Corriere della Sera, ces tests ne sont pas aussi efficaces qu'annoncés par l'UCI parce que les contrôleurs ne sont pas formés adéquatement. Le président de l'UEC, David Lappartient, a rejeté ces résultats en déclarant que les tablettes fonctionnent à 100 %. Fin juillet, Alessandro Andreoli, un coureur amateur italien de 53 ans, est suspendu pour avoir utilisé un moteur caché lors d'une course,. En octobre, toujours chez les amateurs, c'est lors d'une course en France qu'est découvert un moteur dans un vélo. Le coureur, Cyril Fontayne, âgé de 43 ans, a reconnu la fraude mécanique,, et expliqué avoir acheté le moteur sur internet et l'avoir monté lui-même, dans le but de « retrouver des sensations » après une maladie qui l'a empêché de faire du vélo pendant trois mois. En janvier 2018, la Fédération française de cyclisme (FFC) décide de l'interdire de licence pour une durée de cinq ans. Il est condamné en mars 2018 par le tribunal correctionnel de Périgueux à soixante heures de travaux d'intérêt général, un euro symbolique versé à la FFC, et 88 euros versés au club cycliste de Créon-d'Armagnac pour lequel il avait couru.
En décembre 2017, le coureur français Alexandre Geniez déclare au Petit Bleu d'Agen : « C'est vrai, dans une échappée, parfois avec certains mecs, tu te demandes, tu te poses des questions, mais je pense qu'avec les contrôles, aujourd'hui, c'est difficile. Le vélo électrique, ça existe depuis déjà longtemps et peut-être plus qu'on ne le croit mais il n'a concerné à mon avis que quatre ou cinq coureurs… On connaît les noms… ».
En mars 2018, l'UCI annonce l'utilisation d'un caisson mobile à rayons X, une nouvelle méthode de détection qui est utilisée en plus des tablettes magnétométriques et des caméras thermiques.
En juillet 2022, l'ancien coureur français Thomas Voeckler déclare lors d'un entretien à Libération : « Je suis convaincu que la fraude technologique a existé, mais je suis convaincu aussi que ça n’a pas existé longtemps ».

## Faisabilité technique
La firme autrichienne Gruber, qui commercialise ce type de système depuis 2007, déclare en réponse que l'assistance électrique Gruber Assist n'a pas été conçue pour servir de « dopage mécanique », et ne peut même pas être utilisée pendant les courses. Cependant, des professionnels ne partagent pas cet avis : avec les modifications appropriées, le système y compris la batterie peut parfaitement être caché dans un tube de cadre.
L'ancien coureur et directeur de la commission technique britannique Chris Boardman indique qu'il avait déjà averti l'UCI en 2009, sur l'utilisation potentielle de cette technologie. Les propos sont confirmés par Marco Bognetti, ancien membre de la commission du matériel de l'UCI.
Beaucoup de coureurs professionnels actifs, y compris Linus Gerdemann et Jens Voigt, ont cependant considéré la possibilité de frauder de cette façon « difficile à imaginer », notamment sur la base du poids d'un vélo de course qui permettrait de remarquer cette incorporation assez facilement.
Dans un documentaire diffusé à la télévision de l'émission hollandaise Bureau Sport avec la participation de Michael Boogerd, Nico Mattan et Michael Rasmussen, il est  confirmé l'existence d'un système qui pourrait générer jusqu'à cent cinquante watts de puissance supplémentaire.

## En 1979
Durant l'été 2010, le coureur danois René Wenzel indique qu'en 1979 le Belge Willy Debosscher avait remporté sur un « vélo à moteur » la course à l'élimination des Six jours de Grenoble. Après la course, lorsque les autres coureurs découvrent la supercherie, ils veulent frapper Debosscher. Patrick Sercu, la star belge des courses de Six jours, s'interpose et rétablit le calme. Lors de la suite de sa carrière, Debosscher est surnommé le « Clown de la piste ».